# Baronia brevicornis
Краткорога баронија (лат. Baronia brevicornis) је врста лептира и једини представник рода Baronia и потпородице Baroniinae. Пронађена је у Мексику и представља ендемску и реликтну врсту мање области у тој земљи. Запажен је абдоминални мирисни орган код женки.